# Joasin
Joasin – wieś w Polsce położona w województwie kujawsko-pomorskim, w powiecie włocławskim, w gminie Izbica Kujawska.
W latach 1975–1998 miejscowość należała administracyjnie do województwa włocławskiego.